# Amy Macdonald

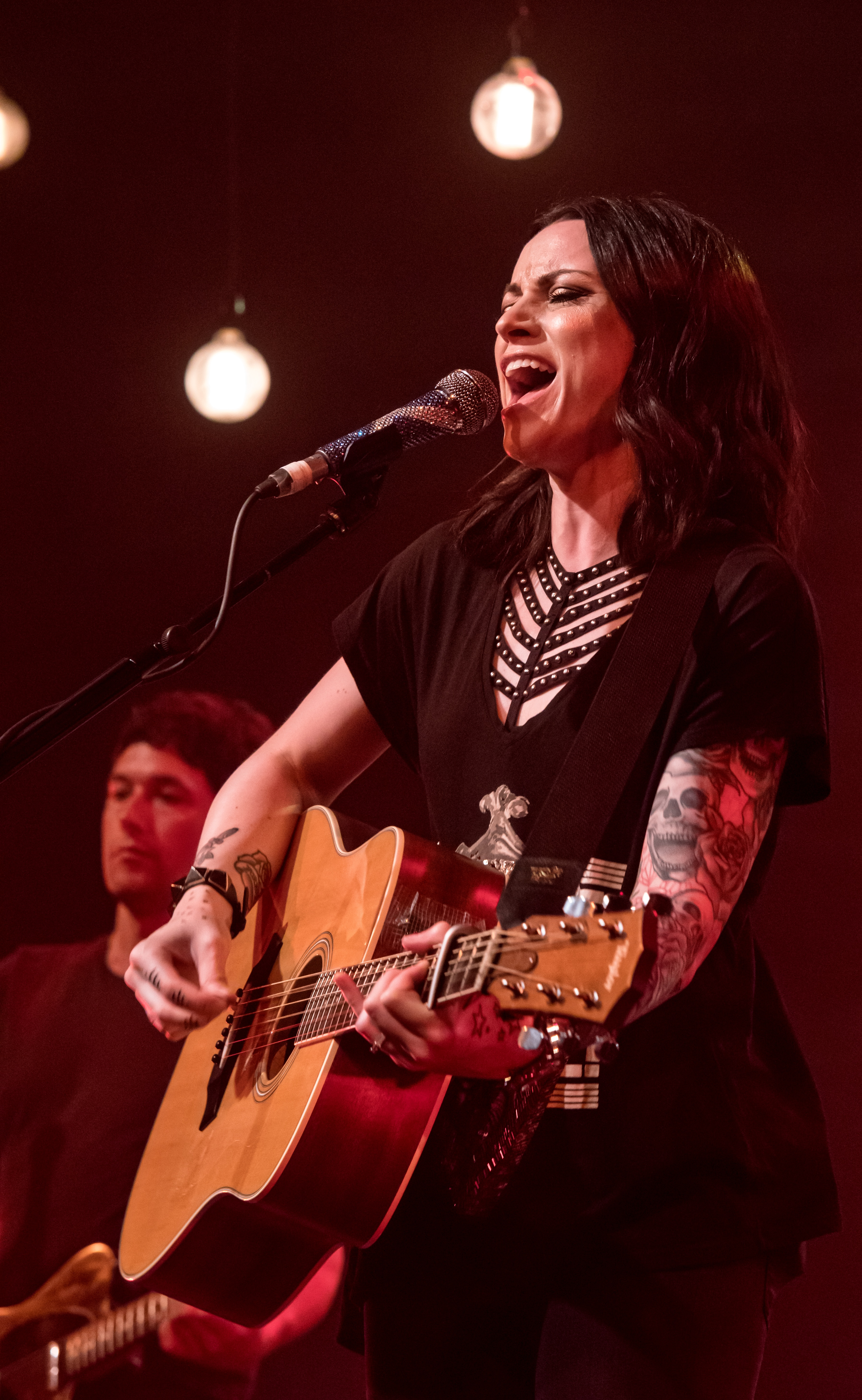
Amy MacDonald Zelt-Musik-Festival 2017 Friburg, Alemanya

Amy Macdonald (Bishopbriggs, Escòcia, 25 d'agost de 1987) és una cantautora escocesa nascuda a Bishopbriggs, una petita població a prop de Glasgow. El seu estil es mou entre el rock folk, l'indie i el country. La seva tessitura és la d'una veu de contralt.
Va treure el seu primer single, Poison Prince, el 7 de maig de 2007. Poc més tard, el 30 de juliol de 2007, va sortir el seu primer àlbum, This Is the Life, del qual s'han venut més de dos milions i mig de còpies.

## Biografia
Macdonald és una instrumentista autodidacta, que va inspirar-se per aprendre a tocar la guitarra de son pare després de sentir la cançó Turn del grup Travis al Park Festival de l'any 2000. Macdonald va començar aleshores a actuar en gires acústiques a diversos locals de l'àrea de Glasgow a l'edat de 15 anys. Va ser contractada després d'enviar un CD de demostració a un anunci de la revista musical NME.
Macdonald té contracte vigent amb la discogràfica Vertigo Records i ha actuat a diversos programes i festivals europeus. També ha guanyat alguns premis europeus com a millor artista revelació.
El 2008, Macdonald es va prometre amb Steve Lovell, davanter del Falkirk Football Club ja retirat, tot i que la parella es va separar amistosament el juny de 2012.

## Discografia

### Àlbums d'estudi
- 2007: This Is the Life
- 2010: A curious thing
- 2012: Life In A Beautiful Light
- 2017: Under Stars

### EPs
- 2007: Amy Macdonald
- 2007: Live from Glasgow
- 2008: This Is The Life: Deluxe Edition

### Singles
- This Is the Life (2007)
- Mr. Rock 'n' roll (2007)
- L.A. (2007)
- Run (2008)
- Poison prince (2008)
- Don't tell me that it's over (2010)
- Spark (2010)
- This Preety Face (Dissabte, 19 de juny de 2010)